# Voyage autour de ma chambre
Voyage autour de ma chambre est un récit autobiographique de Xavier de Maistre, général au service du tsar Alexandre Ier de Russie, peintre et écrivain occasionnel, frère cadet du philosophe Joseph de Maistre, écrit en 1794 et publié en 1795.

## Présentation
Considéré comme le chef-d'œuvre de son auteur, c'est l'histoire d'un jeune officier, mis aux arrêts dans la citadelle de Turin, à la suite d'une affaire de duel. Ce confinement imposé est le prétexte d'un ironique récit de voyage autour de sa chambre en quarante-deux courts chapitres, où le domestique de l'auteur, son chien et les divers objets autour de lui inspirent des réflexions et rappellent des souvenirs. Influencé notamment par le Voyage sentimental de Laurence Sterne, Maistre compose ce petit ouvrage en 1794, date à laquelle il laisse le manuscrit à Lausanne chez son frère aîné Joseph, qui se charge de le publier en 1795.

## Postérité
Avec son ton décalé et sa profonde originalité, le Voyage autour de ma chambre eut un grand succès chez les romantiques et tout au long du XIXe siècle. On compte plus de deux cents éditions du texte, séparé ou non, avant 1914.
Somerset Maugham débute la nouvelle L'Envoûtement du capitaine Butler (titre original : Honolulu), parue dans le recueil L'Archipel aux sirènes (The Trembling of a Leaf) en 1921, par une évocation du Voyage autour de ma chambre, en précisant que l'auteur est savoyard.
Ayant lu cet ouvrage, Maurice Rheims a eu l'idée de faire comme Maistre en écrivant Nouveau voyage autour de ma chambre, publié en 2000. Il y promène son interlocuteur à travers son appartement pour y dénombrer les objets de valeur qui s'y trouvent,.
En 2008, le cinéaste belge Olivier Smolders tourne un court-métrage, qui reprend le titre du récit de Xavier de Maistre. Retiré dans sa chambre, le réalisateur parle des territoires et de ses voyages, réels ou imaginaires.
La critique relève l'inspiration que cette œuvre a suscité pour Thomas Clerc avec Intérieur en 2013.
En 2020, pendant la pandémie de Covid-19, ce livre a été redécouvert comme un parfait manuel en temps de confinement.
En 2021, Aurélie Herrou et Sagar ont adapté ce voyage au bande dessinée en décrivant un homme dont le téléphone et l'ordinateur cassent accidentellement.

## Éditions
- José Corti, Paris, 1984  (ISBN 2-7143-0090-1)
- Voyage autour de ma chambre, Flammarion, 2003, 153 p. (ISBN 2-08-071148-2). Présentation et dossier par Florence Lotterie[4].
- Voyage autour de ma chambre, 1001 Nuits, 2022, 101 p. (ISBN 2-08-071148-2)[11]

## Traductions
Voyage autour de ma chambre a été traduit :
- en allemand par Eva Mayer (2011).
- en anglais par Henry Atwell (1871) et Andrew Brown (2004).
- en chinois traditionnel par 嚴慧瑩 (YAN Huiying) (2005).
- en coréen par 장석훈 (JANG Seok-Hoon) (2016).
- en espagnol par Puerto Anadón (2011).
- en espéranto par Samuel Meyer (1907) et Gonçalo Neves (2008).
- en finnois par Kai Mikkonen (2017).
- en grec par Μανώλης Στρατάκης (2020).
- en italien plusieurs fois par divers traducteurs.
- en japonais par 永井順 (NAGAI Jun) (1940) et 加藤一輝 (KATO Kazuki) (2021).
- en persan par Ahmad Parhizi (2009).
- en portugais par Sandra M. Stroparo (2009) et Carlos Sousa Almeida (2015)
- en turc par Ceylan Gürman Şahinkaya (2010).